# Сепия (цвят)
Сепия е наименованието на кафявата на цвят течност, която мекотелото сепия изпуска, за да се защити от враговете си. Широка употреба думата има и в смисъла на пигмента, добит от тази течност, както и на съответния цвят, нюанс на кафявото.
В миналото сепията е намирала широко приложение като мастило. През 1780 г. професор Якоб Зайделман от Дрезден сгъстява пигмента с гума арабика, за да получи акварелна боя в този цвят.
Сепията се използва и в тонираната фотография, тъй като този нюансите ѝ ефектно наподобяват цветовете, които черно-белите фотографии придобиват с течение на времето. За много марки цифрови фотоапарати опцията за тониране в сепия е стандартна цветова настройка.